# علم أذربيجان
تم اعتماد علم أذربيجان في 5 فبراير 1991.
يتكون العلم من ثلاثة خطوط أفقية (من الأعلى: الأزرق والأحمر والأخضر) والهلال والنجمة ثمانية الأطراف في منتصف الخط الأحمر.
يمثل اللون الأزرق «الشعب التركي» والأحمر «التقدم» والأخضر «الإسلام».
يعدّ الهلال والنجمة رمزاً للإسلام، وتمثل أطراف النجمة الثمان «الفروع الثمانية من الشعب التركي» وهي الأعراق السكانية في الدولة.

## هيكل
نموذج اللون -
- أزرق
- أحمر
- أخضر

أمر استخدام علم جمهورية أذربيجان "ينص على أن لون علم الدولة دقيق.وفي 22 تشرين الأول / أكتوبر 2013، اعتمد قانون جمهورية أذربيجان بشأن تعديل قانون جمهورية أذربيجان بشأن "استخدام العلم الوطني لجمهورية أذربيجان".ووفقا لهذا القانون، يتم استبدال الألوان - بانتون بلو 313 C، بانتون الأحمر 185 C وبانتون غرين 3405 C بأخرى جديدة: عندما يكون علم الدولة في جمهورية أذربيجان مثبتا عموديا على جدار المبنى أو مثبتة على أصحاب خاصين في وضع رأسي، يوضع الشريط الأزرق لعلم الدولة على الجانب الأيسر أثناء فحصه.

## استخدام
ووفقا للمادة 683 من قانون جمهورية أذربيجان، فإن المكان الذي ينبغي رفع علم الدولة فيه:
- دولة القصر والدولة مساكن الرئاسية، على المجلس الملي، مجلس الوزراء، والمحكمة الدستورية، والمحكمة العليا ومجلس القضاء، والهيئات التنفيذية المركزية ومكتب المدعي العام، والوسطى بنك لجنة الانتخابات المركزية، وغرفة الحسابات في جمهورية ناختشيفان ذات الحكم الذاتي المجلس الأعلى للجمهورية ناختشيفان ذات الحكم الذاتي مجلس الوزراء، والمحكمة العليا لجمهورية ناخيتشيفان المتمتعة بالحكم الذاتي، والهيئات المركزية التنفيذية السلطة، والسلطات المحلية، والمباني، وحقوق الإنسان حيث يقع العميل أثار باستمرار.
- يرفع علم دولة جمهورية أذربيجان على مباني البعثات الدبلوماسية وقنصليات جمهورية أذربيجان، وكذلك رؤساء البعثات الدبلوماسية والقنصليات التابعة لجمهورية أذربيجان، وفقا للقواعد القانونية الدولية وقواعد البروتوكول الدبلوماسي.
- يجب على السفن التي تطفو تحت علم دولة أجنبية رفع علم دولة جمهورية أذربيجان وفقا للعادات البحرية الدولية، جنبا إلى جنب مع علمها أثناء السباحة في المياه الداخلية لجمهورية أذربيجان أو في ميناء جمهورية أذربيجان.
- يرفع علم دولة جمهورية أذربيجان في الوحدات العسكرية التابعة للقوات المسلحة والوحدات المسلحة الأخرى في جمهورية أذربيجان في مباني مقارها وفي السفن العسكرية وفقا لميثاق القوات البحرية.
- يرفع علم الدولة لجمهورية أذربيجان في الوحدات العسكرية والسفن العسكرية التابعة للقوات المسلحة والوحدات المسلحة الأخرى في جمهورية أذربيجان في الحالات التالية:
- ويرفع علم دولة جمهورية أذربيجان باستمرار على مباني نقاط التفتيش الحدودية ومراكز الحدود في جمهورية أذربيجان.وفي 11 تشرين الأول / أكتوبر 2011، قدمت شركة «أزماركماركا» التابعة لوزارة الاتصالات وتكنولوجيا المعلومات في جمهورية أذربيجان طوابع بريدية جديدة مخصصة للاحتفال بالذكرى السنوية العشرين لاستعادة دولة استقلال جمهورية أذربيجان في باكو.واحدة من هذه العلامات التجارية، الذي هو سعر 1 ماناتس و 5000 نسخة، مكرس لعلم الدولة من جمهورية أذربيجان.[3]